# Estudi de cinema de Changchun
L'estudi de cinema de Changchun (xinès simplificat: 长春电影集团公司, pinyin: Chǎngchūn Diànyǐng Jítuán Gōngsī, literalment Grup Corporatiu de cinema de Changchun) és una corporació xinesa de la ciutat de Changchun dedicada a la producció de cinema. Es considera 1950 com el seu any de fundació, consolidant-se com un dels referents de la indústria cinematogràfica xinesa. Anteriorment es coneixia com a Changchun Film Studio (xinès simplificat: 长春电影制片厂, pinyin: Chǎngchūn Diànyǐng Zhìpiànchǎng), fins que a finals de la dècada del 1990 es reestructura i passa d'estudi a corporació.
Fon la productora de cinema més important dels primers anys de la República Popular de la Xina, havent produït les conegudes com set primeres pel·lícules de la Nova Xina, i sent considerada el bressol del cinema al país.

## Història
La rendició de l'Imperi del Japó i la fi de la Segona Guerra Mundial van comportar que el 1946 es dissolguera l'Associació Cinematogràfica del Manchukuo, amb seu en Changchun. Cèl·lules del Partit Comunista van organitzar els sectors progressistes dels treballadors per a garantir que el material no es perdera. Es produeix una lluita entre els dos bàndols de la resistència xinesa pel control del material restant, i les parts controlades pels comunistes s'integraren a l'estudi de cinema de Yan'an i l'estudi de cinema del Nord-est, que es considera generalment com el predecessor de l'actual.
La represa de la Guerra Civil xinesa i un avanç de les forces nacionalistes fa que l'estudi es recol·loque, formalment baix control del Guomindang però amb majoria de treballadors alineats amb el Partit Comunista. No de bades, el 1947 produeixen Huangdi Meng, la primera pel·lícula de titelles del país i una cinta que parodia el líder del partit nacionalista, Chiang Kai-Shek. La primera pel·lícula d'animació seria Weng Zhong Zhuo Bie, del 1948, mateix any en què filmen la primera pel·lícula educativa, una cinta contra les plagues anomenada Yu Fang Shu Yi. L'estudi s'ubicaria novament en la ciutat de Changchun l'abril de 1949, el mateix any que s'estableix una unitat d'animació que posteriorment es traslladaria a Shanghai.
Es considera 1950 com l'any oficial de fundació del nou estudi, i a partir del 1955 l'estudi del Nord-est ja no es troba en funcionament. En aquell moment, el ministeri de cultura de la República Popular de la Xina reanomenaria a la nova entitat resultant de la fusió com Estudi de Cinema de Changchun. Amb el nou nom, esdevé la primera empresa dedicada al cinema registrada a la República Popular. També seria a Changchun on es dobla la primera pel·lícula estrangera, la russa Matróssov. Així mateix, el 1957 també feren la primera coproducció sinosoviètica, Vent de l'est, amb Mosfilm.
Amb la Revolució Cultural, la producció baixa radicalment. Tanmateix, el 1971 Wu Zhaodi dirigeix l'adaptació cinematogràfica de Shajiabang, una de les huit òperes revolucionàries model. Finalment, les coses es normalitzarien a partir del 1973, any en què sols es produeixen quatre pel·lícules a l'estudi.
Després de la tercera sessió plenària del XI congrés del Partit Comunista del desembre de 1978, les idees de lluita de classe i de revolució contínua van ser abandonades. Deng Xiaoping va permetre el desenvolupament d'idees més creatives baix la política d'emancipació de la ment. Els directors de cinema van considerar que a partir d'aquell moment podien fer pel·lícules d'entreteniment en tant que no declararen obertament que tenien la intenció de fer pel·lícules comercials. En aquell moment, les pel·lícules de l'estudi comencen a ser criticades des de cercles intel·lectuals com a passades de moda, si bé són els responsables de les millors pel·lícules a la Xina de l'època.
Així, el 1979 Chang Yan estrena la pel·lícula Baomi Ju de Qiangsheng, que fou un èxit amb 600 milions d'espectadors i una recaptació de 180 milions de yuans.
El 15 de setembre del 1985 es reobri la divisió d'animació de l'estudi, amb Zhong Quan al capdavant. La nova divisió estava formada per llicenciats locals, però van rebre formació i ajut dels professionals de Shanghai. La producció de Changchun ha seguit la norma dels clàssics de l'animació xinesa, barrejant tradició, folklore i elements típicament xinesos. Tanmateix, i com succeiria també a Shanghai, a les produccions realitzades a partir de la dècada del 1980 no s'utilitza la tècnica tradicional de la tinta amb aigua, per tal de reduir costos.
Des de 1992, el grup és també fundador i amfitrió del Festival de Cinema de Changchun. Des de finals de la dècada del 1990, l'estudi començaria una reestructuració que implicà un canvi cap a una estructura corporativa i la jubilació de 1.000 treballadors.

## Seccions
El 1949, l'estudi comença a doblar pel·lícules amb la producció soviètica Soldat Alexander Matróssov, primera pel·lícula doblada en la història de la República Popular de la Xina. D'ençà, i fins 2013, a Changchun es van doblar 854 pel·lícules de 50 països diferents. En la dècada del 1950, quan es deixen d'exhibir produccions americanes, la majoria de pel·lícules estrangeres eren soviètiques, que fins i tot excedien la producció local. L'estudi s'especialitzà en pel·lícules soviètiques, mentre que a Shanghai, que tenia major tradició de contacte amb occidentals, es doblaven les europees. Amb la Revolució Cultural, el cinema nord-coreà comença a prendre força, i de les 48 pel·lícules que Changying dobla entre el 1966 i 1976, 24 provenien de Corea del Nord. Així, la famosa pel·lícula del 1972 Kkot Pa-neun Cheo-nyeo fou doblada al xinés a l'estudi amb traducció de He Mingyan. A la Xina, alguns cinemes arribaren a emetre la pel·lícula en torns de 24 hores per l'alta demanda d'entrades. Durant la Revolució Cultural també s'importaren pel·lícules albaneses, i posteriorment, romaneses.

Als seus inicis tingué una secció de cinema d'animació, amb Te Wei al capdavant, que seria l'embrió de l'estudi de cinema d'animació de Shanghai.

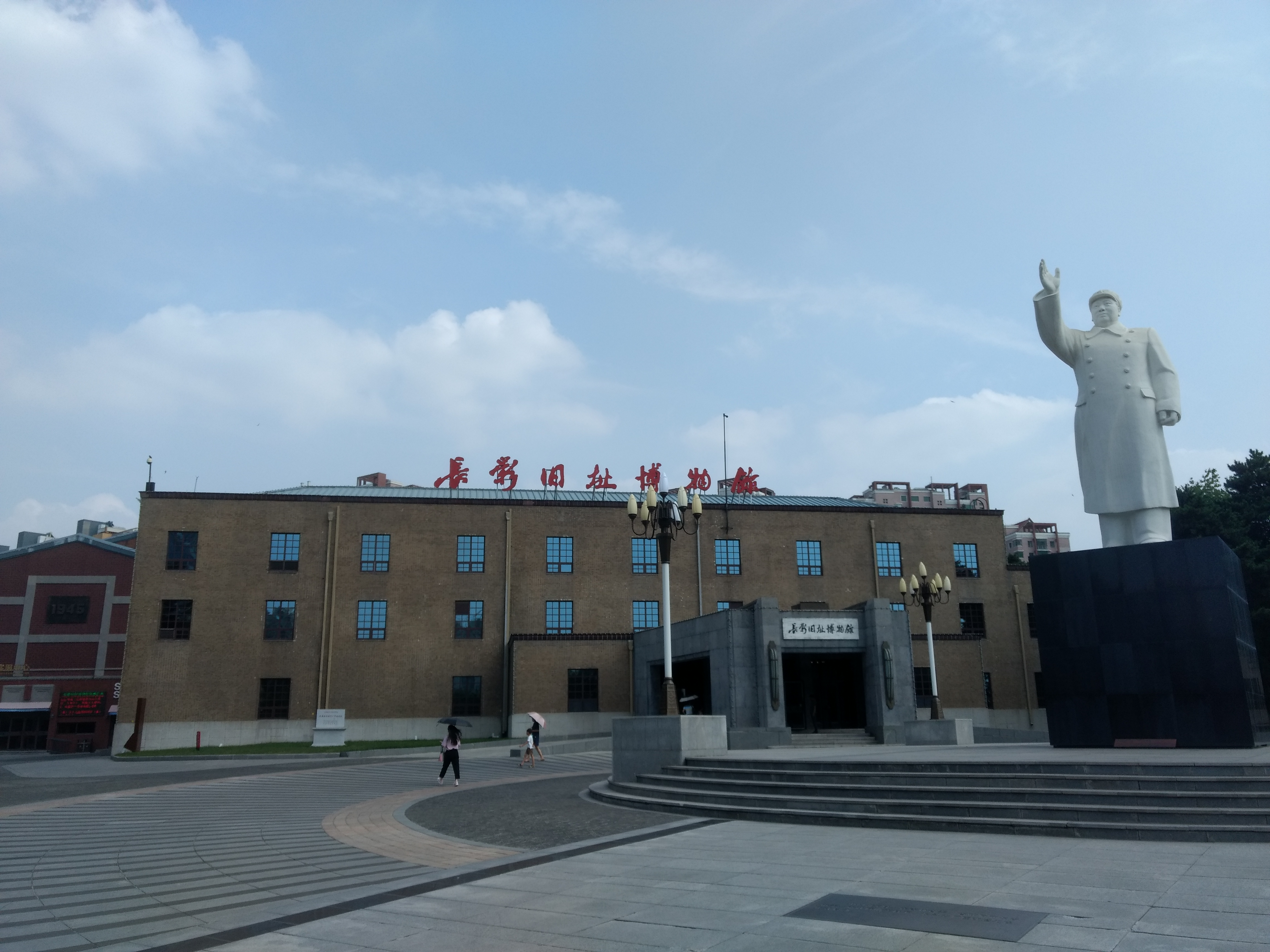
Entrada als antics estudis de cinema, actualment un museu.

La secció d'animació es reobre el 1958, quan es produïrien diverses cintes d'animació amb titelles, com Zizuocongming de Xiao Lü i Renshen Guniang. Només hi hagué tres produccions, l'última de les quals data del 1961. Finalment, el 15 de setembre del 1985 es reobri definitivament la divisió d'animació de l'estudi, amb reeixides produccions com les guardonades Yanzhen, Niu yuan, o Cixi zuo Huoche, amb Zhong Quan al capdavant. Es considera l'etapa de finals dels huitanta i primers noranta com a reeixida, amb produccions de caràcter artístic. A partir de les protestes de Tiananmen, hi ha un major control governamental i el cinema d'animació gira cap a una senda més comercial. La majoria de les produccions d'eixa etapa es basaven en dites xineses, molts dels responsables abandonaren l'empresa quan ix a borsa el 2006, i alguns d'ells es converteixen en professors a l'Institut d'animació de Jilin.
A partir de l'any 2000 es reestructura l'empresa, canviant el nom pel de Grup Corporatiu de Cinema de Changchun. Ha sigut una de les majors productores de cinema de la Xina, amb centres de producció a la província nord-oriental de Jilin. El 2003, el grup es va convertir en accionista de la distribuïdora de pel·lícules Huaxia, importadora de pel·lícules estrangeres. Abans d'esta operació, el China Film Group Corporation tenia un control monopolístic de les pel·lícules estrangeres que es distribuïen al país.
També el 2003 es va anunciar una inversió inicial d'aproximadament 120 milions de dòlars per a la construcció del Parc Temàtic del Cinema de Changchun. El disseny està basat en el dels estudis Universal de Hollywood, cobrint una àrea d'un milió de metres quadrats, sent el primer parc temàtic de la Xina dedicat a integrar cinema i turisme. La construcció es va dividir en tres etapes, i la inversió es va augmentar fins aproximadament 1.500 milions de Renminbi. El parc va obrir en període de proves els mesos de setembre i octubre de 2005 a un preu de 128 renminbi per entrada. El govern local estima rebre 1,5 milions de visitants cada any, i obtenir uns ingressos equivalents a 27,1 milions de dòlars.
El 2014 es va obrir un museu a la seu dels antics estudis, en un edifici que és considerat patrimoni cultural nacional de la República Popular de la Xina. Al museu s'han fet cerimònies d'apertura i clausura del Festival de Cinema de Changchun, festival que fou impulsat pel govern el 1992, aprofitant la vinculació amb l'estudi.

## Pel·lícules destacades

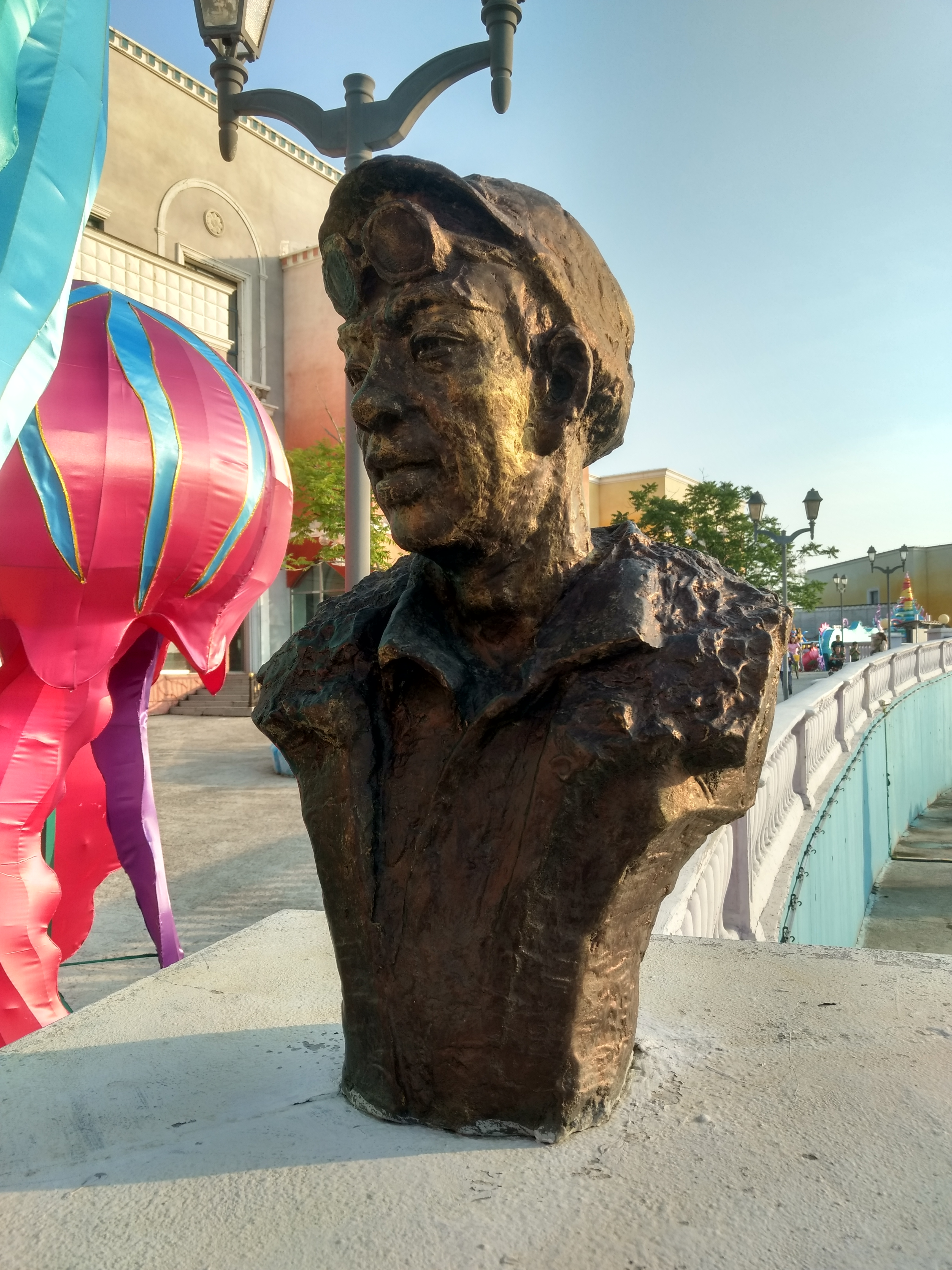
Qiao, 1949.
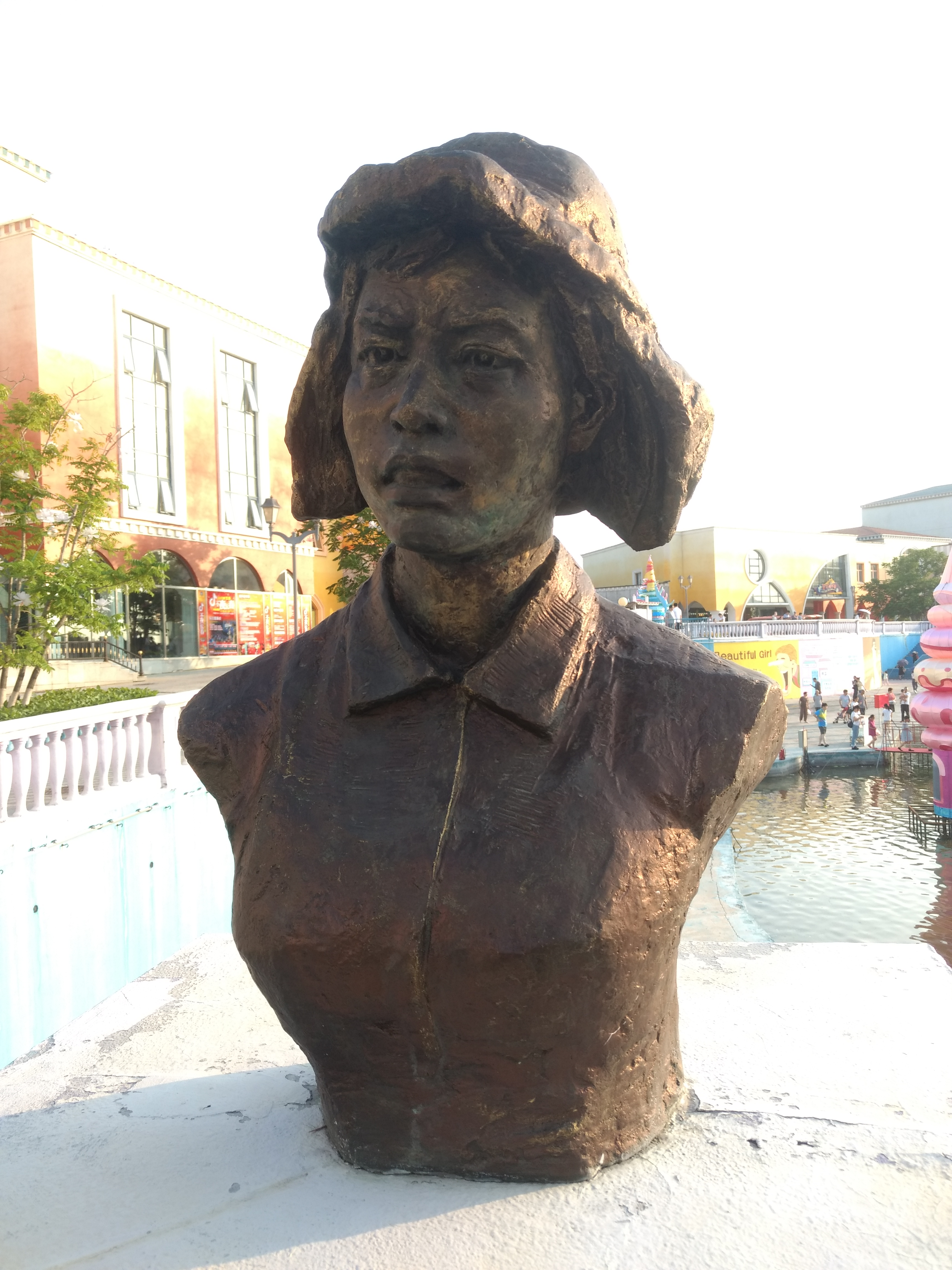
Zhonghua Nü'er, 1949.
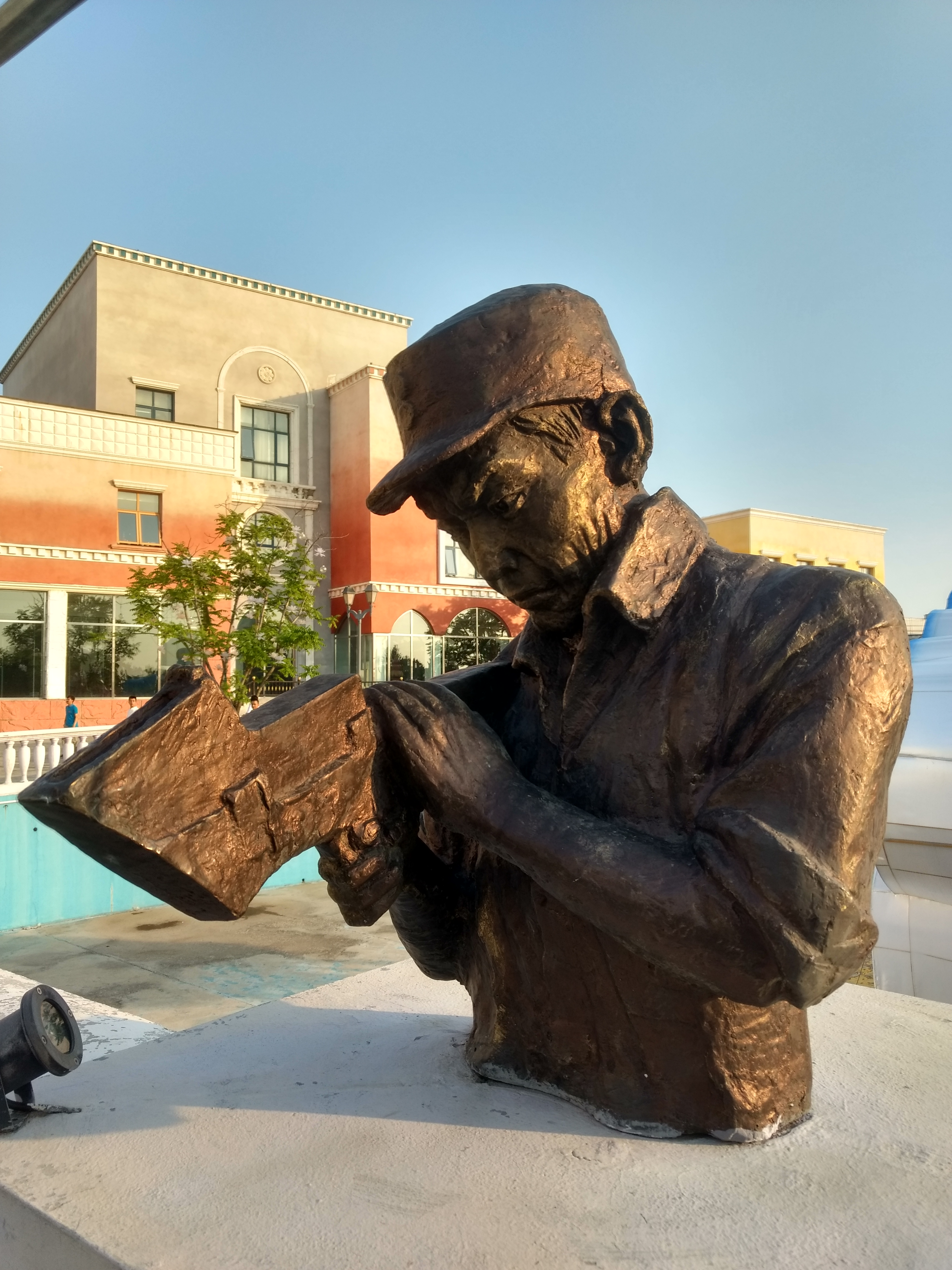
Gangtie Zhanshi, 1950.
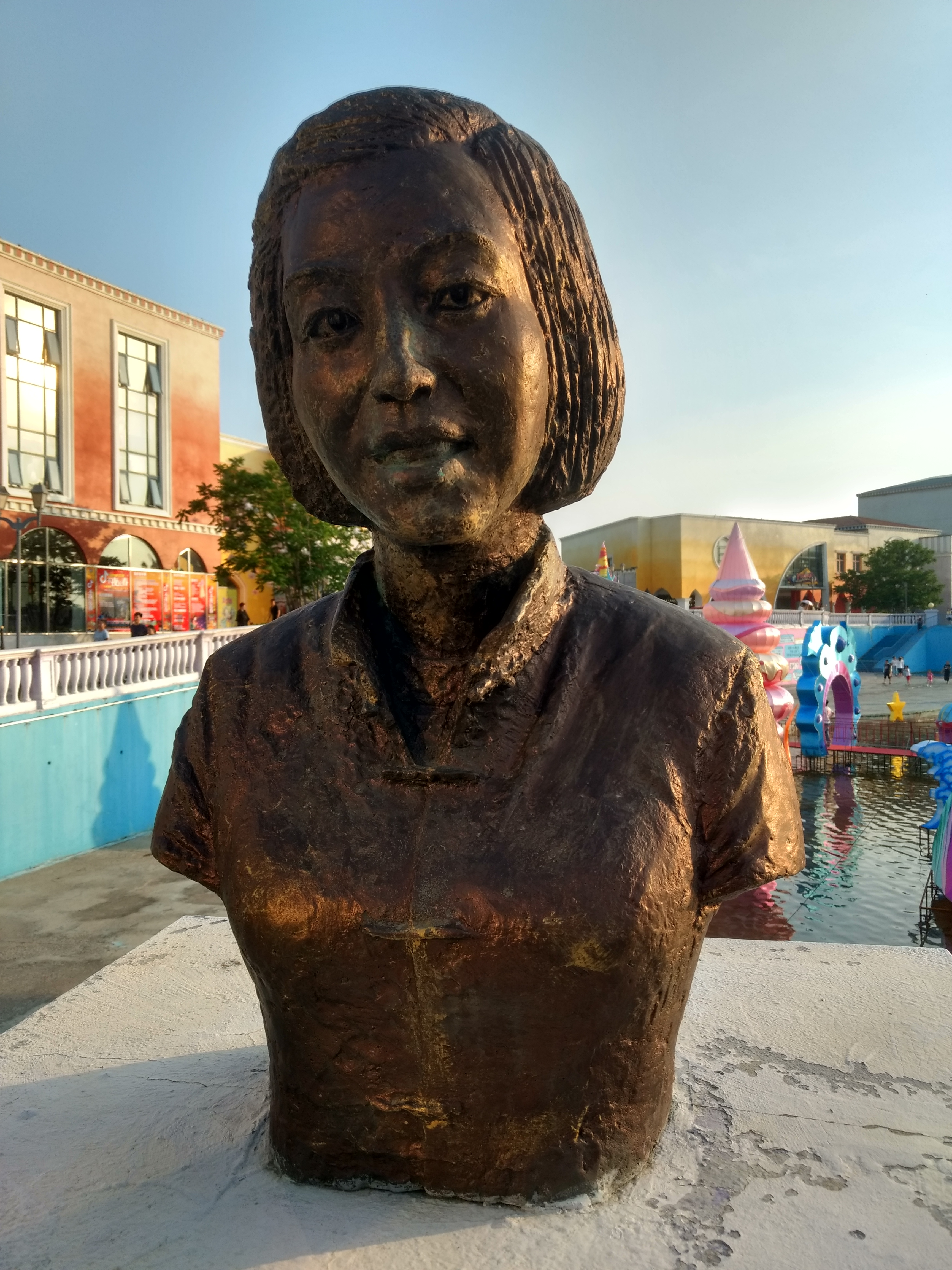
Zhao Yiman, 1950.
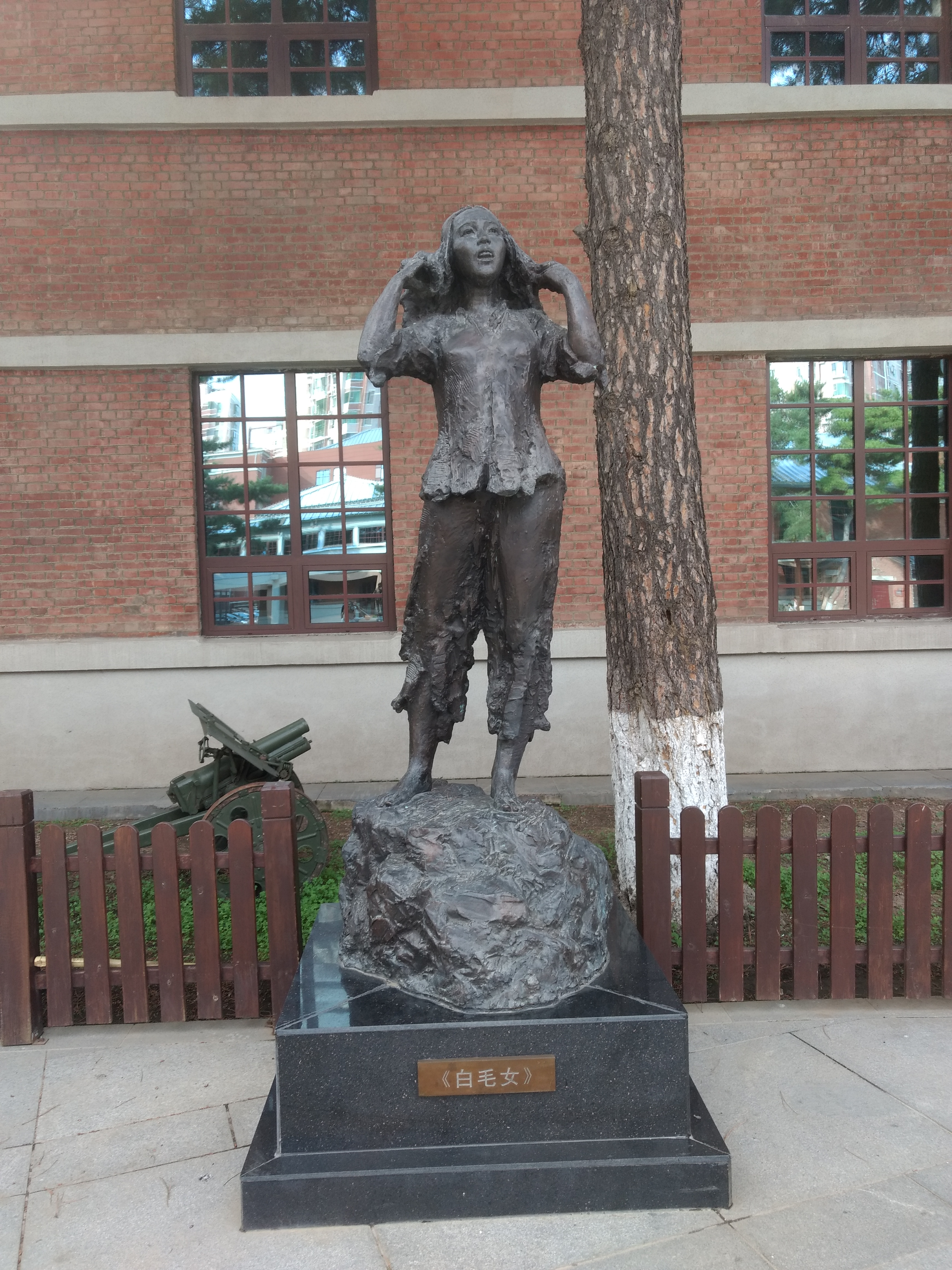
Bai Mao Nü, 1951.
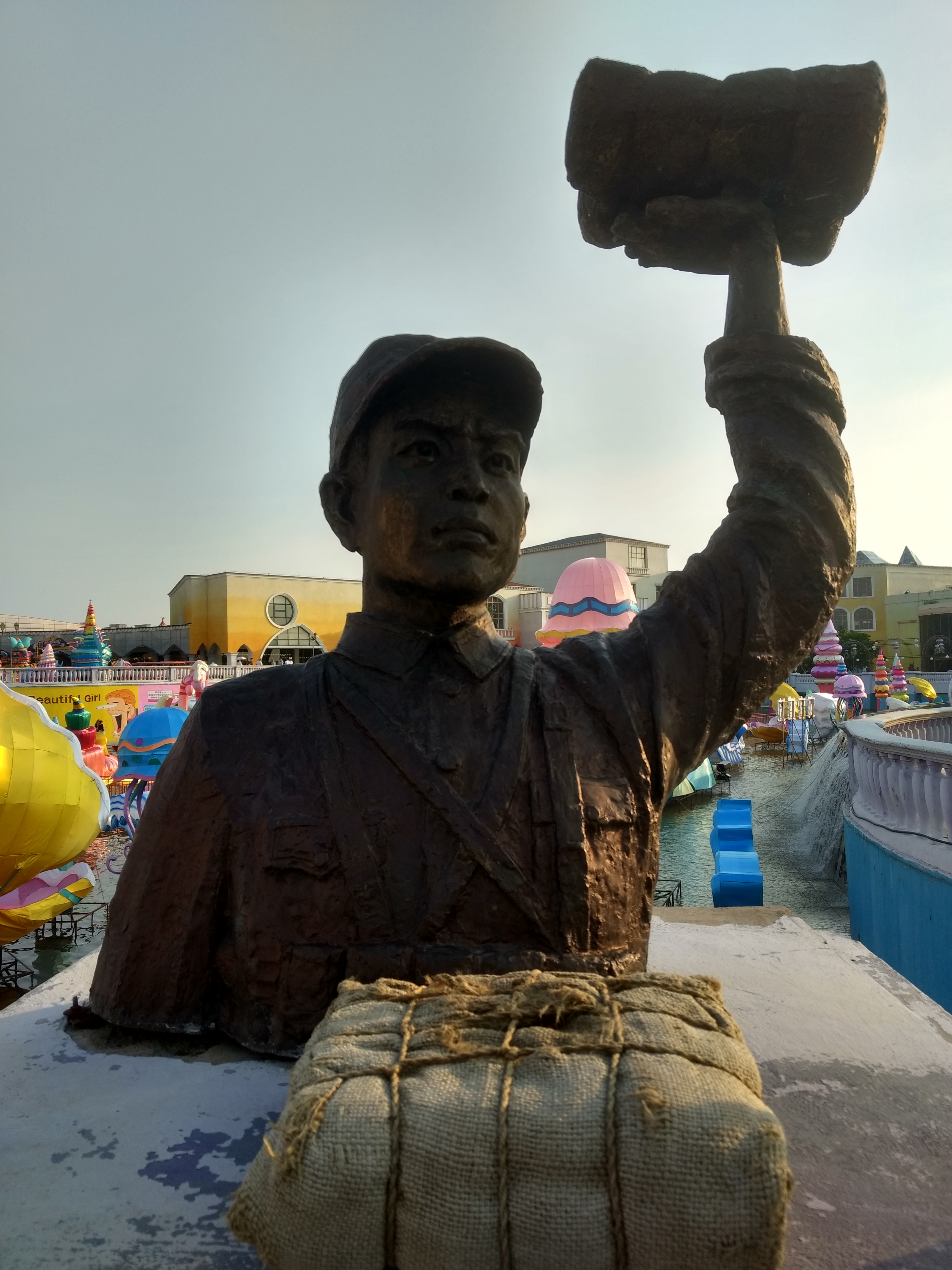
Dong Cunrui, 1955.
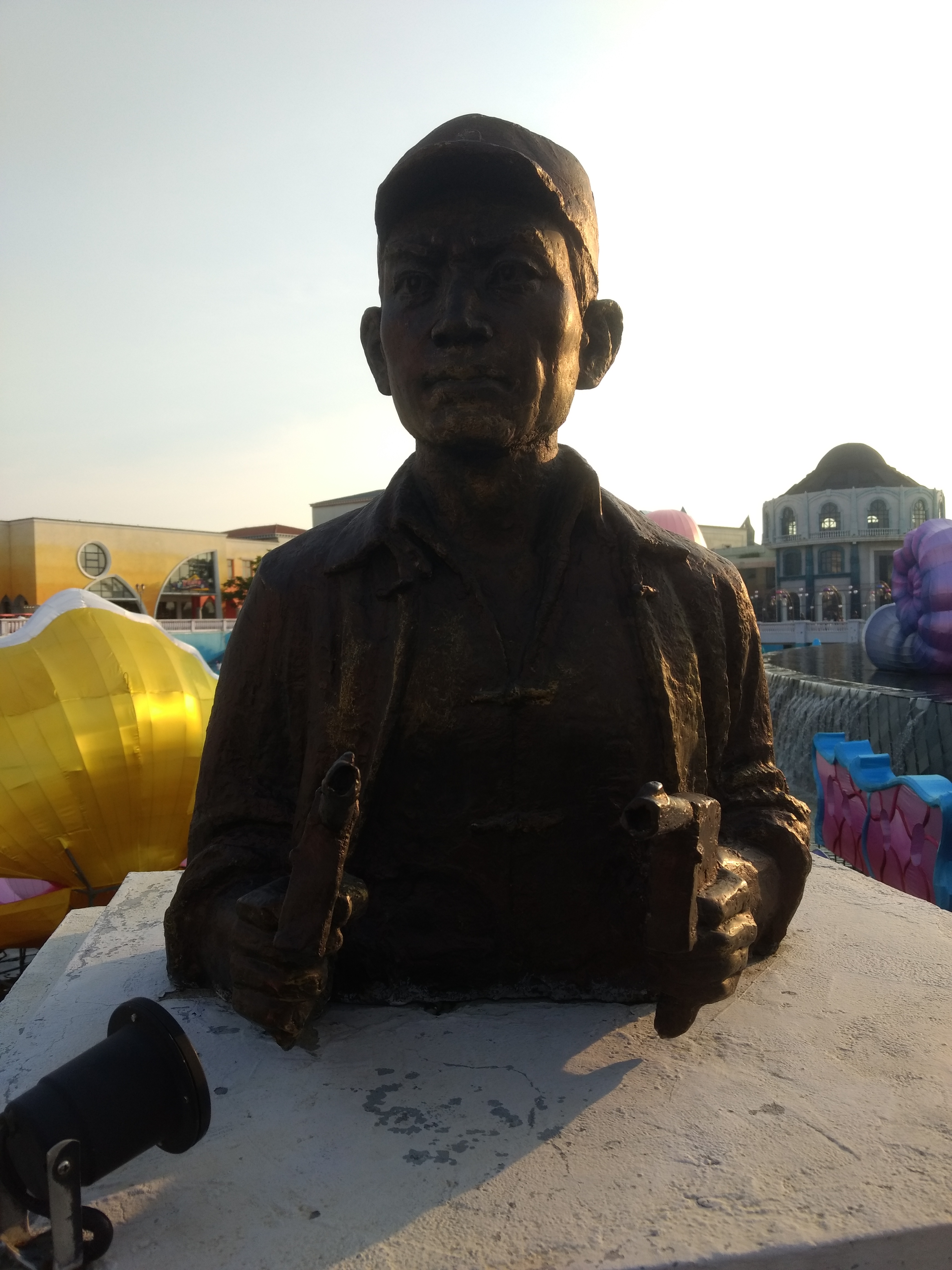
Pingyuan Youjidui, 1955.
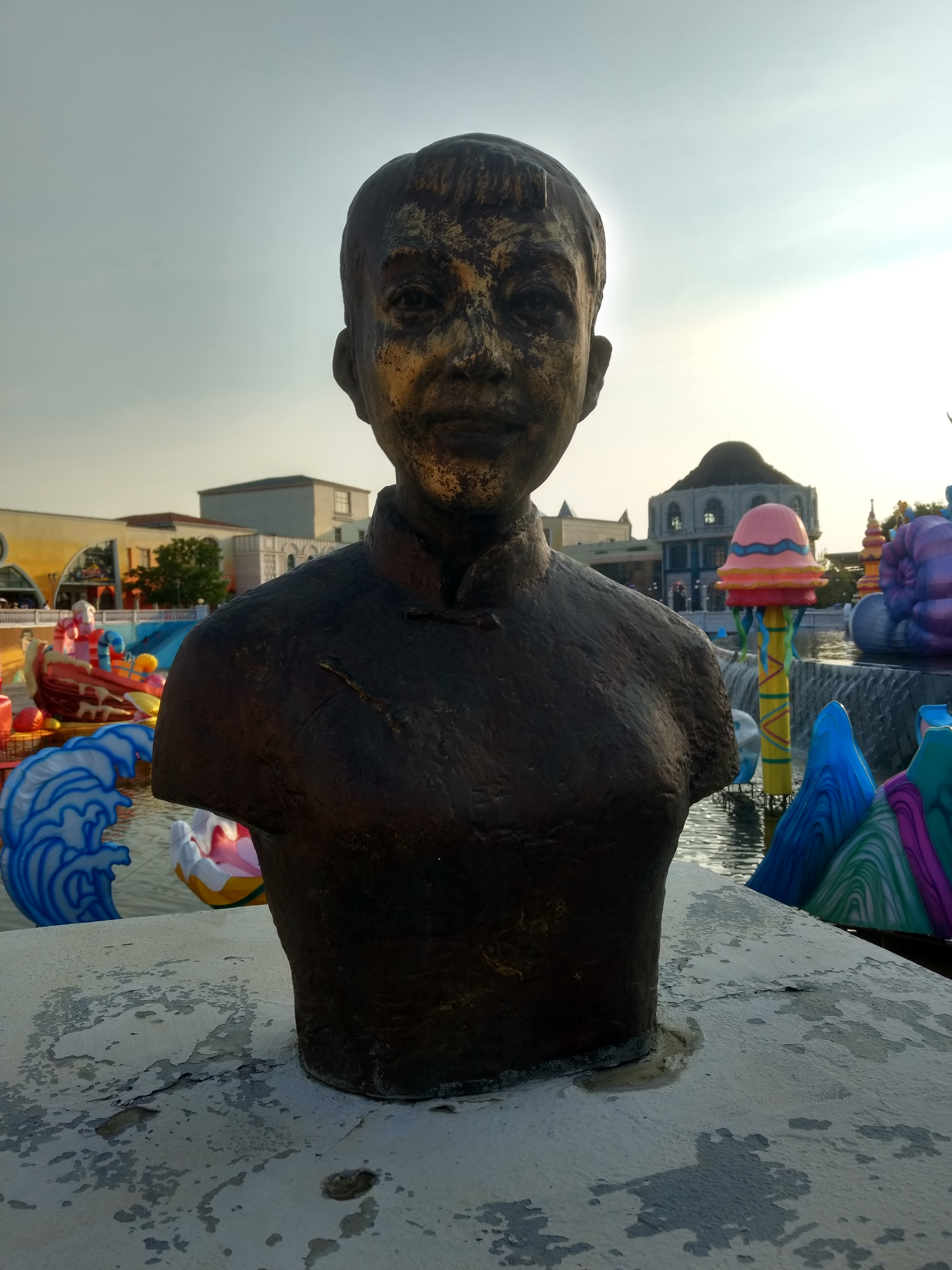
Shenmi de Lüban, 1955.
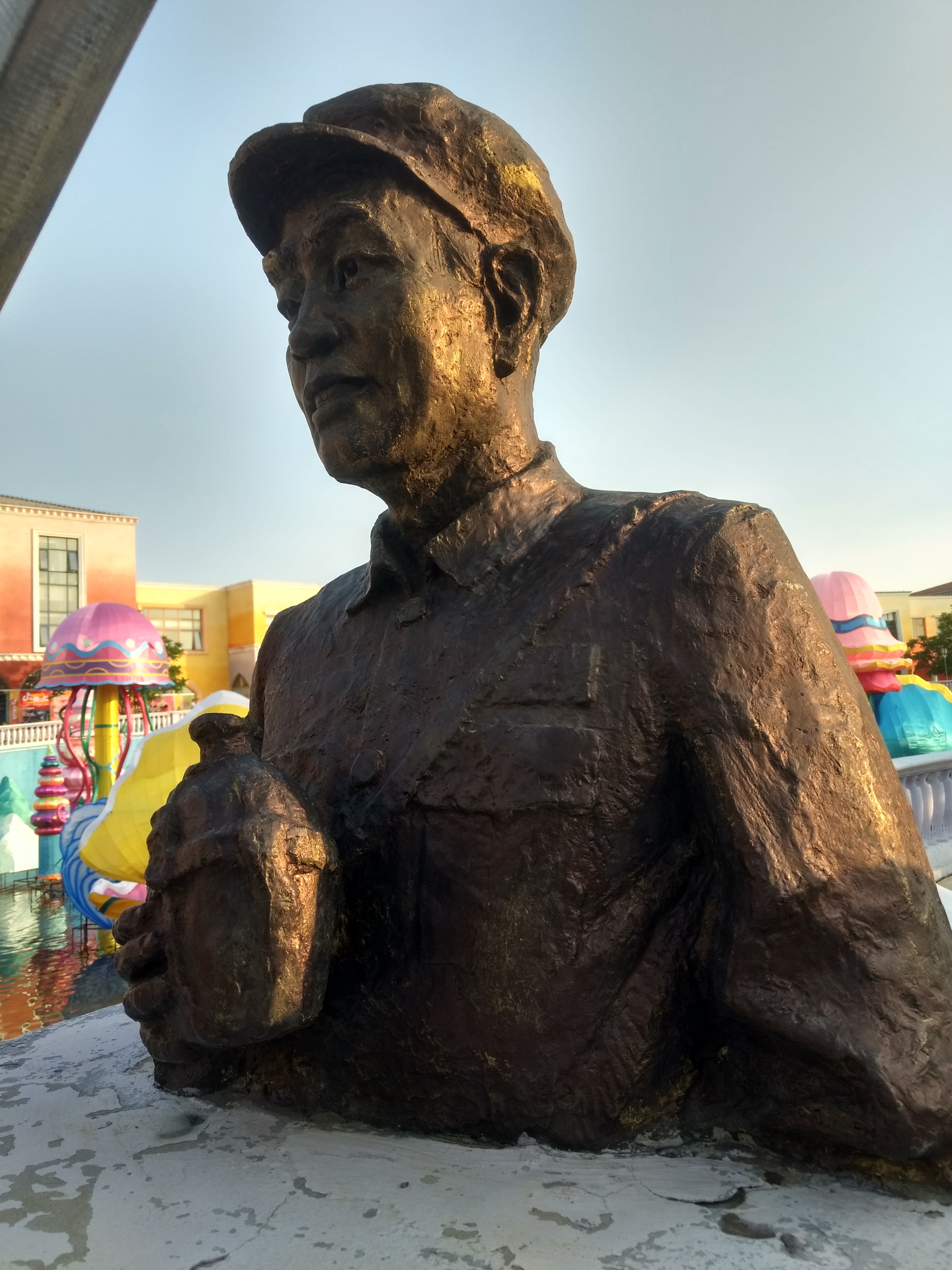
Shangganling, 1956.
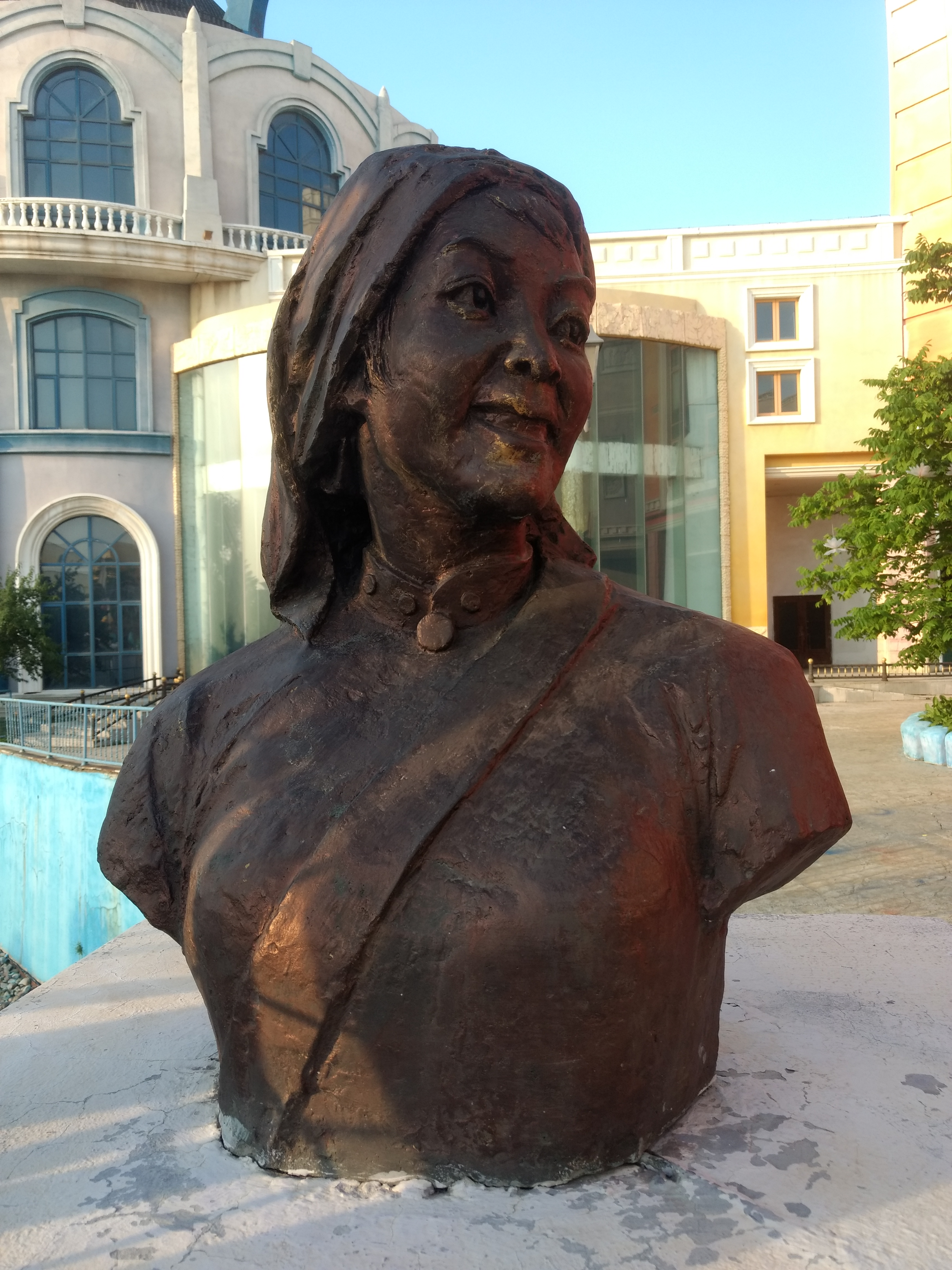
Lusheng Liange, 1957.
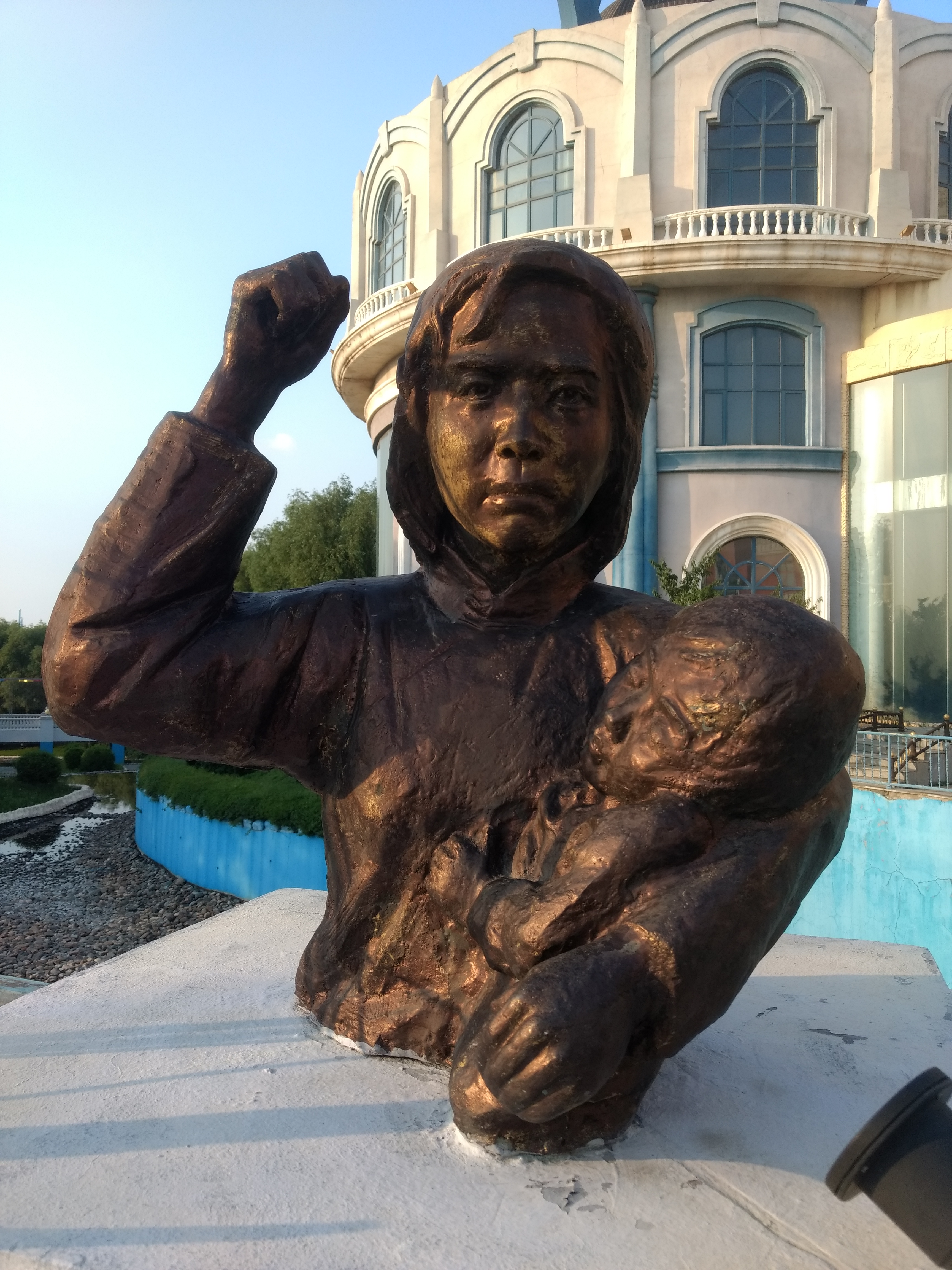
Dang de Nü'er, 1958.
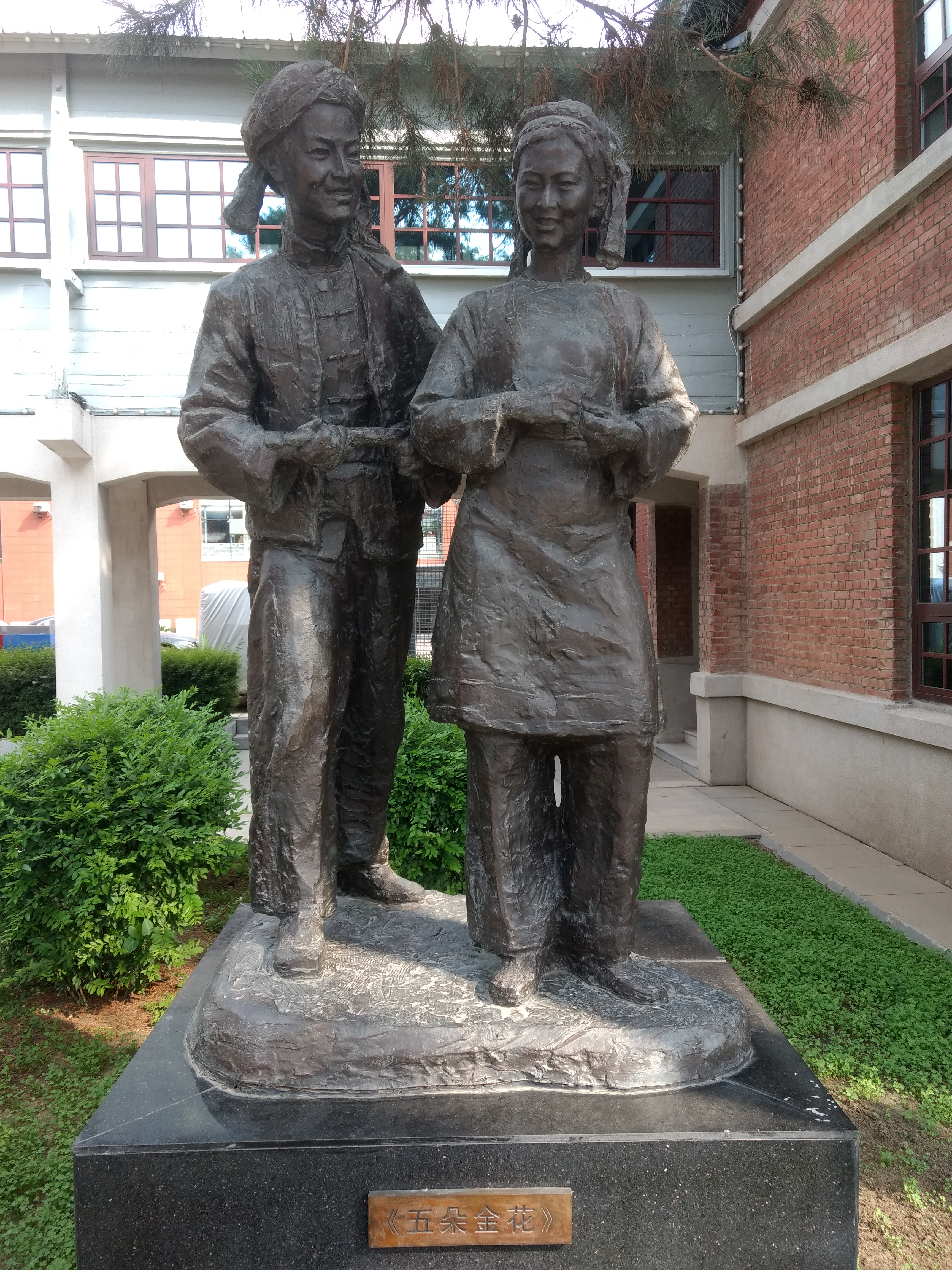
Wu duo Jinhua, 1959.
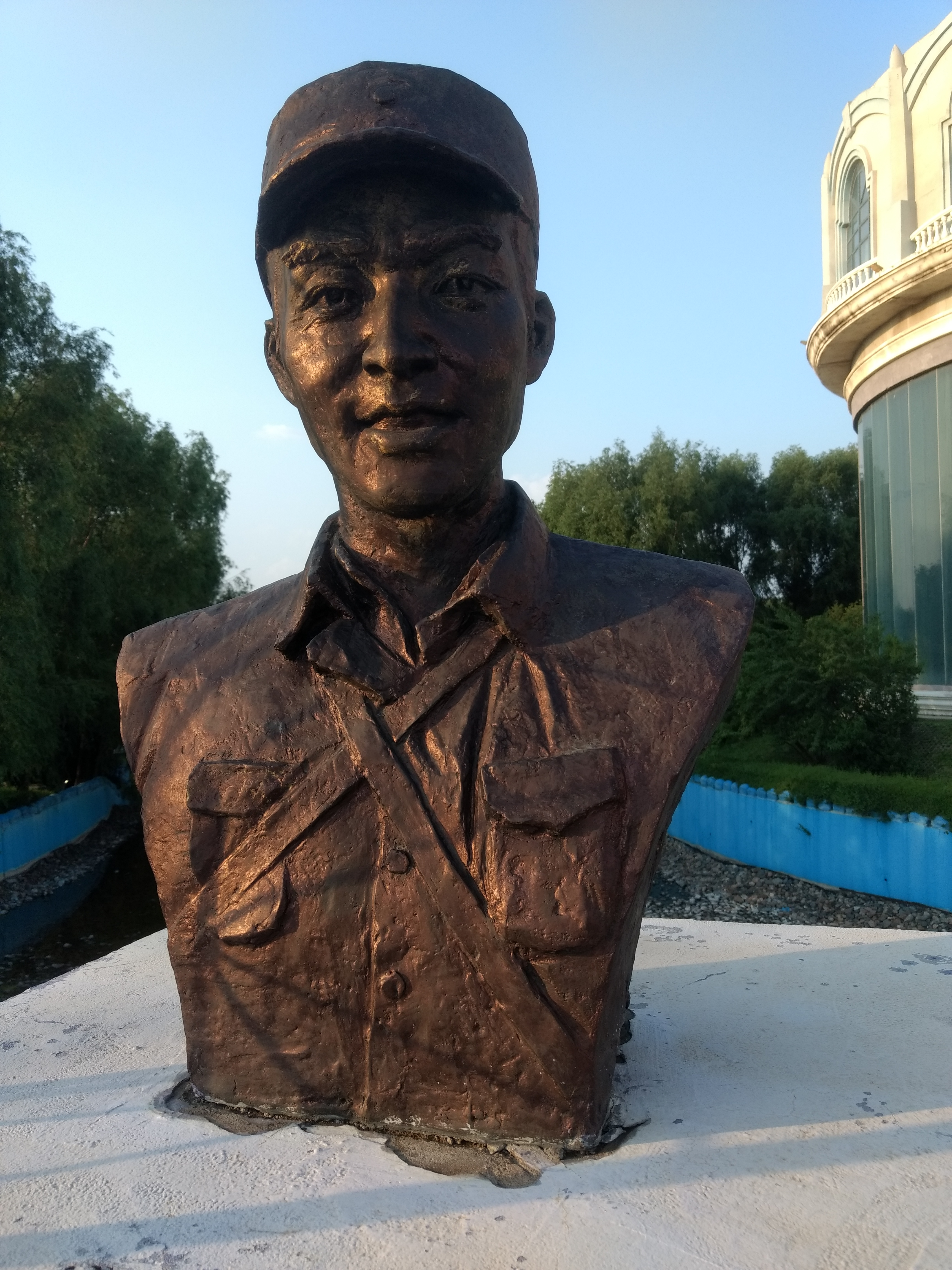
Zhanhuo Zhong de Qingchun, 1959.
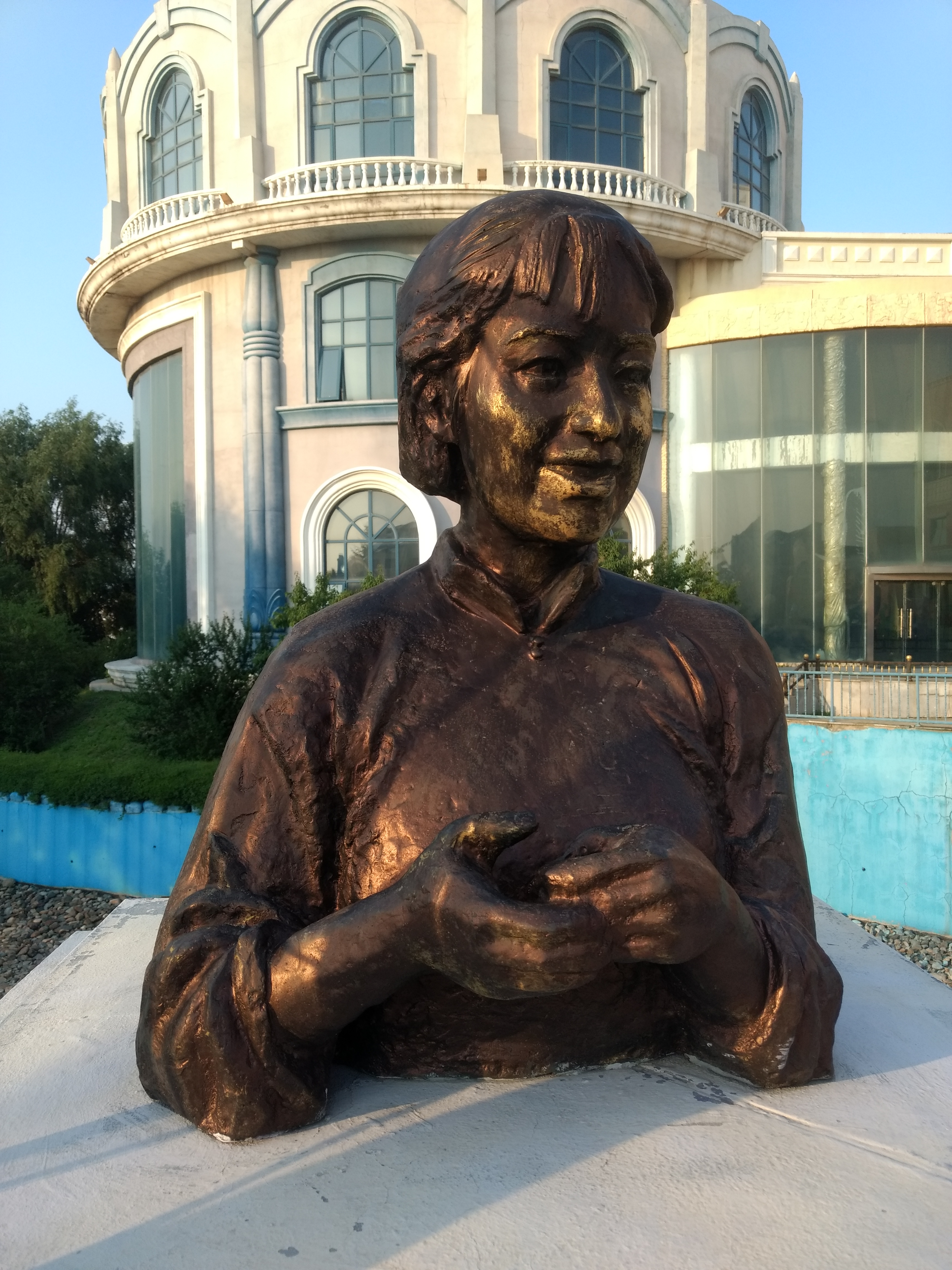
Women Cunli de Nianqingren, 1959.
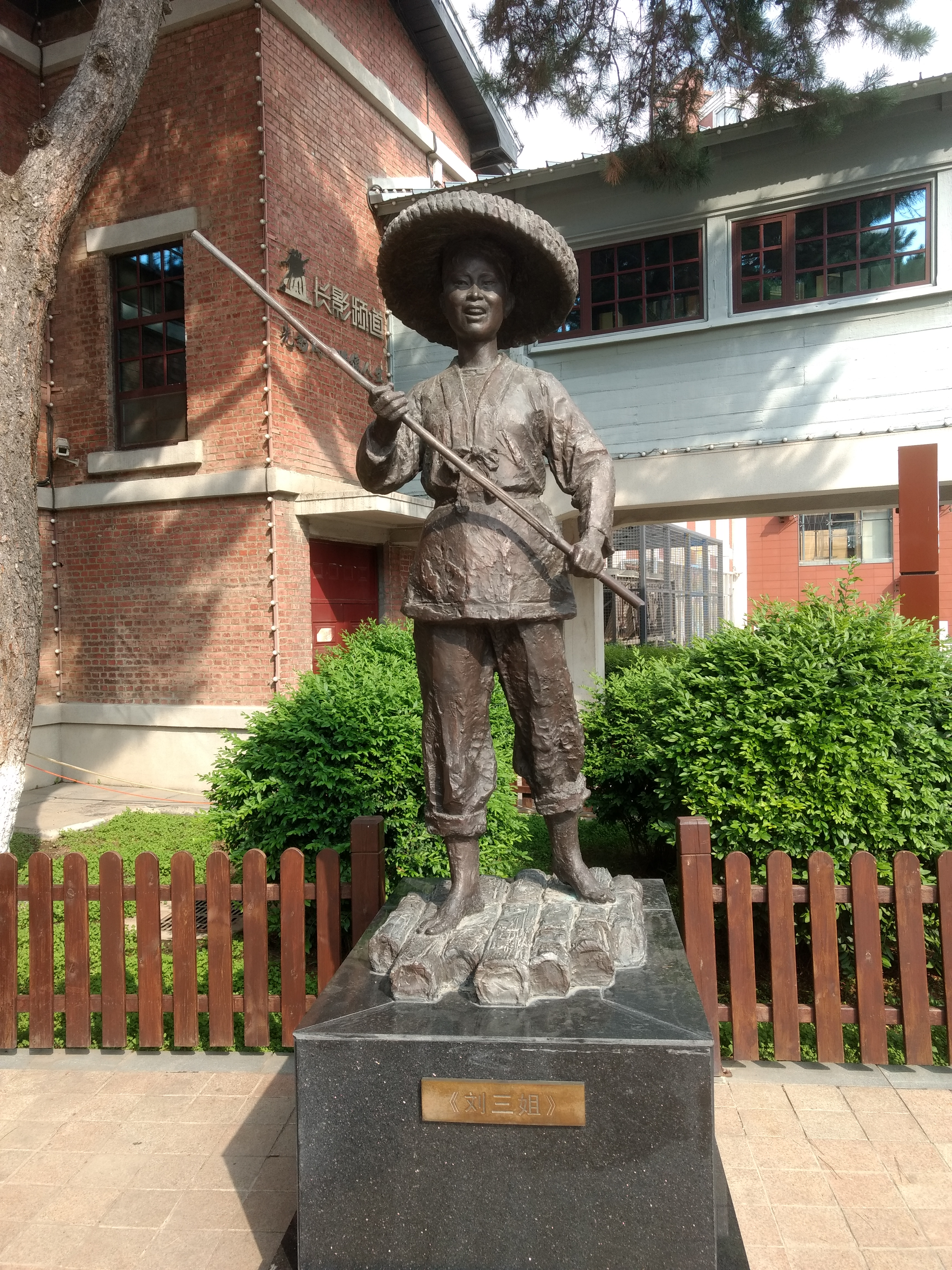
Liu San Jie, 1960.
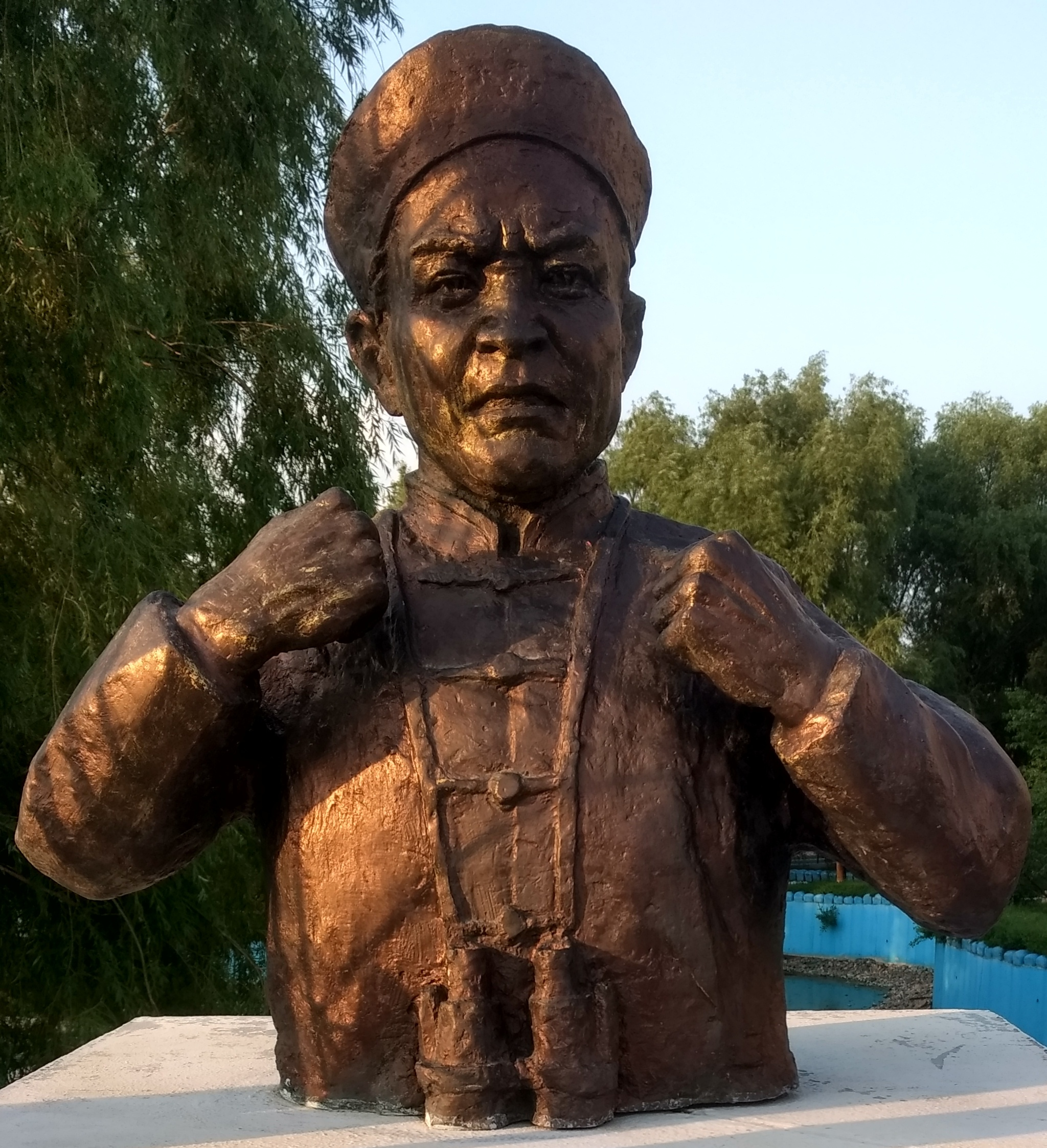
Jiawu Fengyun, 1962.
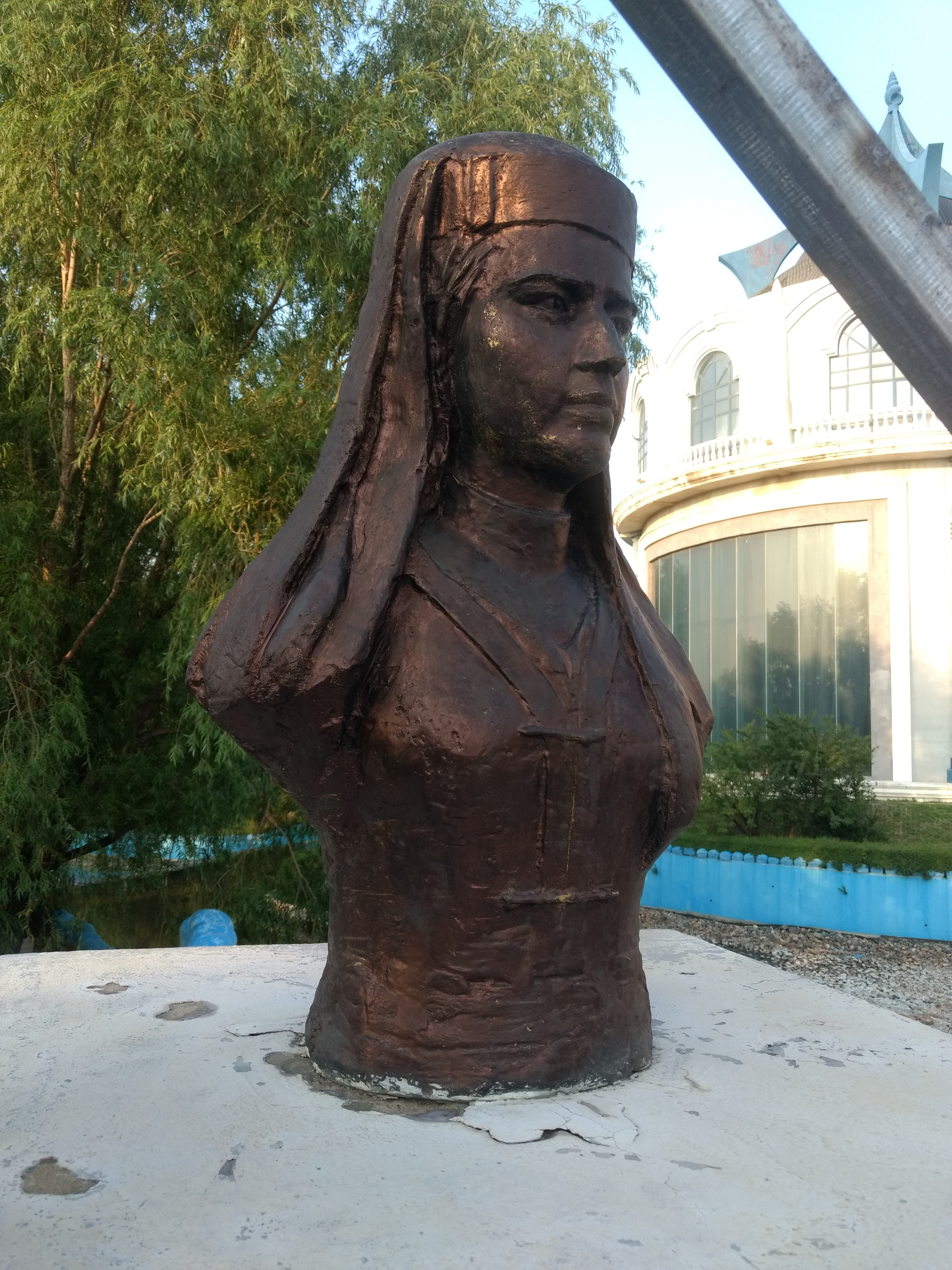
Bingshan Shang de Laike, 1963.
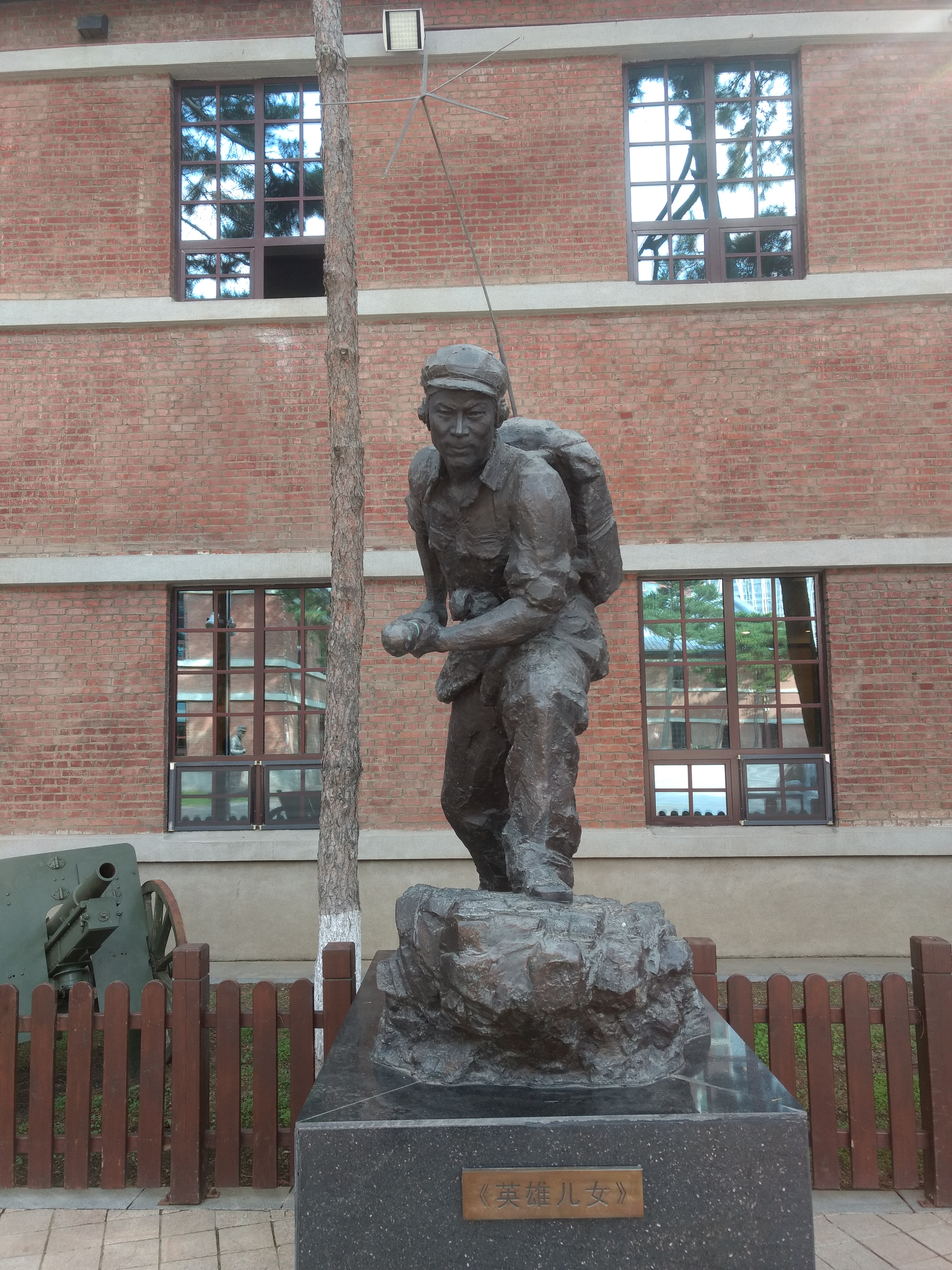
Ying Xiong Ernü, 1964.
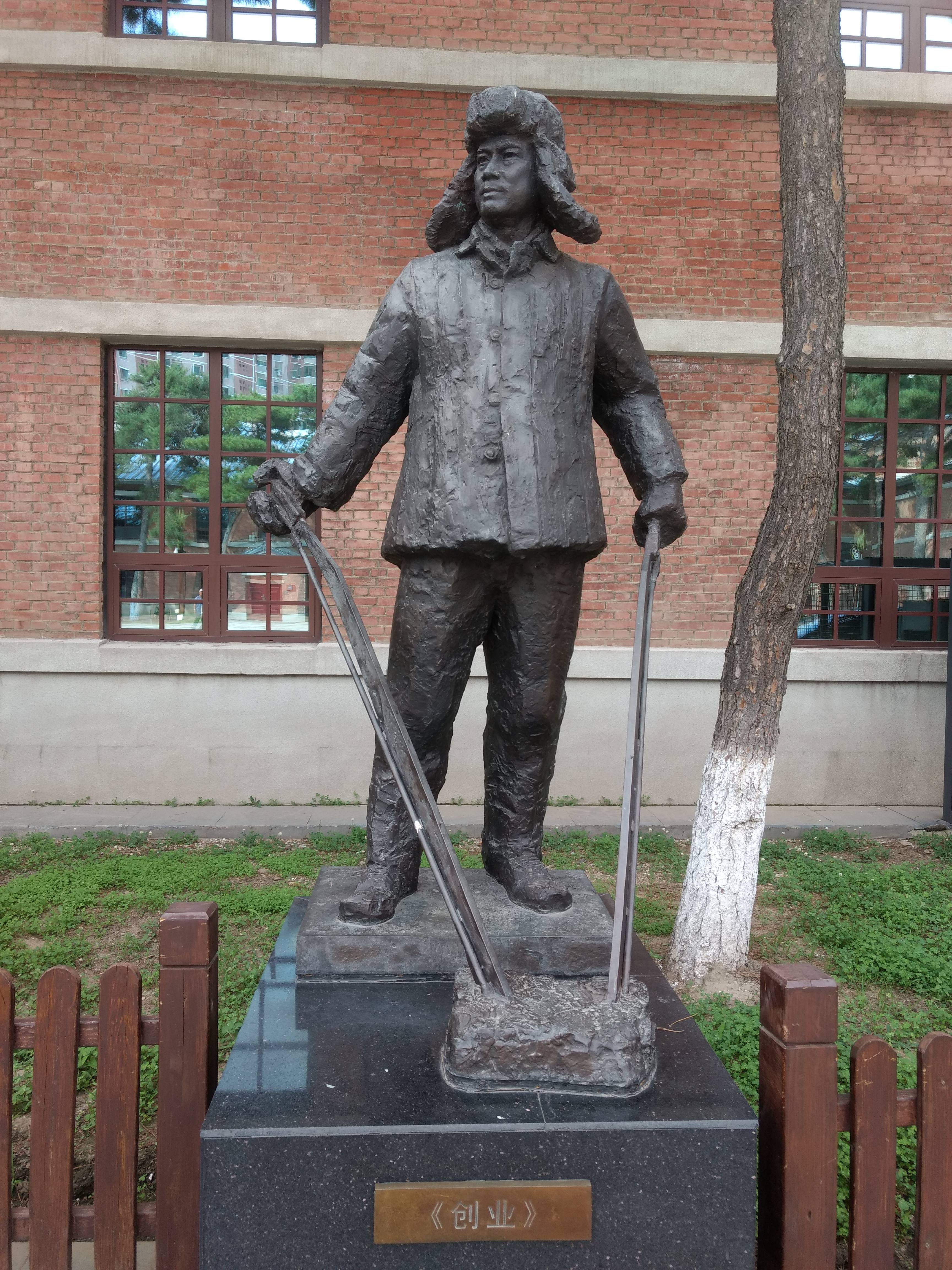
Chuangye, 1974.